# Moppels Abentheuer
Moppels Abentheuer im Viertel unter Wiener Wald in Neu-Seeland und Marokko ist eine Posse in zwei Aufzügen von Johann Nestroy. Das Stück entstand 1837 und wurde am 5. Mai dieses Jahres im Theater an der Wien uraufgeführt.

## Inhalt
Maikäfer verbietet den Dorfburschen, sein Mündel Peppi weiterhin anzuschmachten, was dieser aber gar nicht gefällt.
„Ich bin ein Frauenzimmer, folglich eitel, und die Eitelkeit braucht eine Nahrung, so gut als jede andere Leidenschaft, drum vergönn der Herr Göd meiner Eitelkeit die schlechte Nahrung, mit der sie sich begnügen muss, weil in diesen Schluchten nichts besseres zu finden ist.“ (Actus I, 3. Scene)
Als Lord Steolequeastle mit seinem Diener Moppel ankommen, hält Peppi sie zuerst für Räuber. Das klärt sich schnell auf, Moppel und Peppi finden Gefallen aneinander, aber der Lord beschließt plötzlich, den Stillen Ozean zu bereisen. Peppi verspricht Moppel, auf ihn zu warten.
Das Schiff der beiden scheitert an einer Klippe, der Lord scheint ertrunken zu sein, Moppel wird an die neuseeländische Küste geschwemmt und vom weisen Rupumbo als Opfer für die Götter bestimmt. Obwohl sich Erilla bei einem Fest – hier zeigen zwei Wilde (die beiden Akrobaten) ihre Künste – für ihn einsetzt, scheint sein Schicksal besiegelt, da wird Häuptling Xuras Dorf von Korsaren überfallen, die Moppel und die zwei Akrobaten verschleppen.
Moppel ist nach Marokko verkauft und Sklave bei Ramram geworden. Er beschließt, mit seinen beiden stummen Begleitern (den Akrobaten) aus der Sklaverei zu entkommen.
„Die Sache ist einstimmig beschlossen, denn ich bin der einzige, der eine Stimme hat.“ (Actus II, 3. Scene)
Dabei hilft ihm die Leidenschaft, die Zetulbe für ihn empfindet, auch wollen die beiden europäischen Sklaven William und Hermine mit ihnen fliehen. Zetulbe überlässt ihnen nichtsahnend den Schlüssel für eine Nebenpforte, sie entkommen auf ein Schiff und die Marokkaner verfolgen sie vergeblich.
Im heimatlichen Dorf wird gerade ein Kirchtag ausgerichtet, den der neue Gutsherr Lord Steolequeastle gibt. Er ist vor einem Jahr doch nicht ertrunken und feiert den Jahrestag seiner Rettung. William, der Hermine geheiratet hat, stellt sich als Sohn des Lords heraus, Moppel als Retter ist ebenfalls zurückgekommen. Er trifft Peppi, die treu auf ihn gewartet hat:
„Komm an mein Herz, du seltenes Geschöpf!“ (Actus II, 23. Scene)
Alle werden zu einer Artistenvorstellung auf das Schloss eingeladen und mit Kunststücken der beiden „Stummen“ endet das Spiel.

## Werksgeschichte
Johann Nestroy schrieb dieses Stück als Auftragsarbeit, um den beiden englischen Akrobaten und Tierimitatoren W. Lawrence und P. Redisha einen bühnengerechten Rahmen für ihre Kunststücke zu bieten. Im ersten Akt sind sie als neuseeländische Wilde verkleidet, im Finale des zweiten Aktes als die „Stummen“. Die beiden traten 1838 und 1839 auch im Pariser Cirque-Olympe mit großem Erfolg auf. Für Direktor Carl Carl waren sie die Hauptattraktion der Vorführungen, wie die prominente Erwähnung auf dem Theaterzettel deutlich zeigte. Nestroy hatte die Aufgabe, ein passendes Drumherum zu verfassen, wofür er etliche seiner früheren Einfälle verwendete. Eine Originalhandschrift ist für das Werk nicht gefunden worden, es gibt aber vier fast genau identischen Theatermanuskripte, sowie eine Partitur.
Eine Quelle für das Werk ist nicht direkt feststellbar, es verwendet allerdings Versatzstücke aus der Tradition des Alt-Wiener Volkstheaters. Für die Marokko-Szenerie weist Franz H. Mautner auf Anklänge an Mozarts „Die Entführung aus dem Serail“ hin. Otto Rommel sieht Bäuerles Zauberspiel „Wien, Paris, London und Constantinopel“ als mögliche Vorlage, da Nestroy 1826 in Brünn darin auftrat.
Die meisten zeitgenössischen Kritiken beschäftigten sich mit der Leistung der beiden Akrobaten – sie wurden mit dem damals berühmten Artisten Eduard Klischnigg verglichen, für den Nestroy 1836 „Der Affe und der Bräutigam“ geschrieben hatte. Auch Wenzel Scholz wurde für seine Darstellung gelobt, das Stück selbst eher nebenbei, meist als unbedeutend, rezensiert. Im Humorist vom 10. Mai war zu lesen:
„Es lässt sich über dieses neueste Produkt der Nestroy'schen Muse mit dem besten Willen nichts Lobenswerthes sagen.“
Johann Nestroy spielte anfangs in „Moppels Abenteuer“ selbst nicht mit, er war den ganzen Mai auf Tournee in Pest und Ofen; Wenzel Scholz gab den Moppel, Franz Gämmerler den William, Friedrich Hopp den Maikäfer, Ignaz Stahl den Ramram, Eleonore Condorussi die Erilla und Nestroys Lebensgefährtin Marie Weiler die Hermine. Erst ab 5. Juni übernahm Nestroy von Scholz die Rolle des Moppel. Darüber war im Wanderer vom 7. Juni zu lesen:
„Obwohl letzterer im Allgemeinen viel drolliger war und gewisse Momente durch sein komisches Pathos außerordentlich hob, so war Nestroy wieder durch sein classisches Phlegma, durch den ungemein lachenerregenden Vortrag gewisser Worte ein genügender Ersatz.“
1844 wurde das Stück im Leopoldstädter Theater mit Nestroy in der Hauptrolle noch einmal verwendet und zwar als Rahmen für das Auftreten einer echten dressierten Giraffe.